# 東口剛士
東口 剛士（ひがしぐち つよし、1994年1月4日 - ）は、日本の元ラグビー選手。現在ジャパンラグビーリーグワン東芝ブレイブルーパス東京の採用担当を行っている。

## プロフィール
- 大阪府出身。
- ポジションはセンター (CTB)[2]・フルバック (FB)[要出典]。
- 身長: 174 cm、体重: 84 kg
- ニックネームは「ツヨシ」「sausage」「ガラス越しのツヨシ」。
- 関西学生代表に選ばれたことがある[3]。

## 略歴
6歳からラグビーを始めた。
2012年、大阪産大高校卒業後、天理大学に入学する。
2015年、天理大学ラグビー部の主将に就任した。
2016年、天理大学卒業後、東芝ブレイブルーパス(現・東芝ブレイブルーパス東京)に加入。
2018年12月2日に行われたジャパンラグビートップリーグ総合順位決定トーナメント1回戦の日野レッドドルフィンズ戦にて先発出場で公式戦初出場を果たす。
2022年、現役を引退した。